# Monoceromyia nigra
Monoceromyia nigra — вид членистоногих із родини повисюхових (Syrphidae).

## Етимологія
Епітет виду лат. nigra вказує на чорні мезонотум, плеврон і щиток

## Середовище проживання
Вид описаний з Аруначал-Прадеш (Індія).